# Кротт В'ячеслав Миколайович
В'ячеслав Миколайович Кротт (14 лютого 1922, Веселий Кут — 23 квітня 1975) — радянський офіцер, Герой Радянського Союзу, під час німецько-радянської війни командир мотострілецького батальйону 34-ї гвардійської мотострілецької бригади 2-ї гвардійської танкової армії 1-го Білоруського фронту, гвардії капітан.

## Біографія
Народився 14 лютого 1922 року в селі Веселий Кут Шаулиської волості Уманського повіту Київської губернії. Українець. Член КПРС з 1942 року. Вчився в Уманському педагогічному технікумі.
У 1940 році призваний до лав Червоної Армії. У боях німецько-радянської війни з 1941 року. У 1942 році закінчив військове піхотне училище. Воював на 1-му Білоруському фронті.
У січні 1945 року командир мотострілецького батальйону гвардії капітан Кротт уміло керував боями батальйону при розгромі військ ворога в польському місті Чарнкув і в боях на річці Нотець, в ході яких було знищено багато живої сили і бойової техніки противника.
Указом Президії Верховної Ради СРСР від 24 березня 1945 року за зразкове командування батальйоном і проявлені при цьому особиста мужність і героїзм гвардії капітанові В'ячеславу Миколайовичу Кротту присвоєне звання Героя Радянського Союзу з врученням ордена Леніна і медалі «Золота Зірка» (№ 5747).
Після закінчення війни продовжував службу в армії. У 1946 році закінчив Вищу офіцерську школу, в 1953 році — Військову академію бронетанкових і механізованих військ, в 1972 році — Вищі академічні курси при Військовій академії Генерального штабу.

Надгробок В'ячеслава Кротта

23 квітня 1975 року В'ячеслав Миколайович Кротт загинув в автокатастрофі. Похований в Києві на Лук'янівському військовому кладовищі.

## Нагороди
Нагороджений орденом Леніна, орденом Червоного Прапора, орденом Олександра Невського, орденом Вітчизняної війни 2-го ступеня, двома орденами Червоної Зірки, орденом «За службу Батьківщині у ВС СРСР» 3-го ступеня, медалями.